# Vanessa Lengies
Vanessa Lynne-Marie Lengies (ur. 21 lipca 1985) – kanadyjska aktorka najlepiej znana z roli Roxanne Bojarski w dramacie American Dreams. Ostatnio trafiła do obsady Siostra Hawthorne, gdzie gra pielęgniarkę Kelly Epson w stacji telewizyjnej TNT. Występowała także w serialu Glee, gdzie wcieliła się w rolę Sugar Motta. 

## Życie prywatne i kariera
Jej ojciec urodził się w Niemczech, a matka urodziła się w Egipcie. Vanessa zaczęła swoją karierę telewizyjną od show takich jak Sponk!, Czy boisz się ciemności?, Radio Active, i Popular Mechanics for Kids. Lengies użyczyła swojego głosu w stacji PBS w serialu animowanym Artur. W 2000r. miała główną rolę w filmie Ratz.
W 2002r. dołączyła do obsady American Dreams emitowanym przez NBC, gdzie grała nastolatkę Roxanne Bojarski.
W 2005r. zagrała u boku Hilary Duff i Heather Locklear w komedii Idealny facet.  Zagrała również Natashę w amerykańskim filmie Waiting... oraz w sequelu filmu pod tytułem Still waiting.... W 2006r. zagrała u boku Jeffa Bridges i Missy Peregrym w filmie Spadaj!.
W filmie The Grudge – Klątwa 2 rola Vanessy została specjalnie napisana dla Lengies, która odrzuciła tę propozycję dla filmu My Suicide, ta postać nadal nazywa się Vanessa. Także zagrała gościnnie w odcinku The Vanishing serialu Gotowe na wszystko oraz miała rolę epizodyczną w serialu stacji CBS Pod osłoną nocy.
Vanessę można również zobaczyć w roli Sophie w serialu Monarch Cove. Także zagrała w Squeegees.
Od roku 2009 do 2011 grała pielęgniarkę Kelly Epson w dramacie medycznym Siostra Hawthorne. Lengies grała w tym serialu rolę cykliczną w pierwszym sezonie, dlatego podpisała kontrakt na kolejne dwa sezony. Serial nie został przedłużony na 4 sezon.
W 2011r. Lengies dostała regularną rolę Sugar Motta w serialu Glee. Sugar jest zamożną i pewną siebie dziewczyną, która pojawia się w premierowym odcinku The Purple Piano Project, który jest pierwszym odcinkiem trzeciego sezonu mającym premierę 20 września 2011 roku.

## Filmografia
| Film          | Film                                 | Film                     | Film                           |
| Rok           | Film                                 | Rola                     | Notka                          |
| ------------- | ------------------------------------ | ------------------------ | ------------------------------ |
| 2005          | Waiting...                           | Natasha                  |                                |
| 2005          | Idealny facet                        | Amy Pearl                |                                |
| 2006          | The Substance of Things Hoped For    | Daphne                   |                                |
| 2006          | Spadaj!                              | Joanne Charis            |                                |
| 2008          | Extreme Movie                        | Carla                    |                                |
| 2008          | Foreign Exchange                     | Robyn                    |                                |
| 2009          | My Suicide                           | Mallory                  |                                |
| 2009          | Still Waiting...                     | Natasha                  |                                |
| 2015          | We are your friends                  | Mel                      |                                |
| 2016          | Happy Birthday                       | Katie Elizondo           |                                |
| Telewizja     |                                      |                          |                                |
| Rok           | Tytuł                                | Rola                     | Notka                          |
| 1996–2006     | Artur                                | Emily                    | Powtarzająca się rola          |
| 1997          | Lassie                               | Charity                  | Odcinek: The Manhunt           |
| 1998–2001     | Popular Mechanics for Kids           | Ona sama                 | Wybrana odcinki                |
| 1998          | Kajtuś                               | Chłopak/Dziewczyna       | 3 odcinki                      |
| 1998          | Radio Active                         | Sarah Leigh              |                                |
| 1999–2000     | Czy boisz się ciemności?             | Vange                    | Główna rola                    |
| 2000          | Magiczny pierścionek                 | Marci Kornbalm           | Film telewizyjny               |
| 2000          | For Better or for Worse              | Elizabeth Patterson      |                                |
| 2002–2005     | American Dreams                      | Roxanne Bojarski         | Główna rola                    |
| 2005          | 8 prostych zasad                     | Monica                   | Odcinek: The After Party       |
| 2006          | Gotowe na wszystko                   | Caitlin Emerson          | Odcinek: The Vanishing         |
| 2006          | Split Decision                       | Ashley                   | Film telewizyjny               |
| 2006          | Monarch Cove                         | Sophia Preston           | Główna rola                    |
| 2007          | Pod osłoną nocy                      | Leni Hayes               | Odcinek: Fever                 |
| 2008          | Detoks                               | Lolly                    | Odcinek: Rag Dolls             |
| 2008          | This Might Hurt                      | Lily Birdsall            | Film telewizyjny               |
| 2009          | Medium                               | Zoey                     | Odcinek: Apocalypse... Now?    |
| 2009–2011     | Siostra Hawthorne                    | Pielęgniarka Kelly Epson |                                |
| 2010          | Przypadek zgodny z planem            | Tracy                    | Odcinek: Back to School        |
| 2010          | CSI: Kryminalne zagadki Miami        | Shea Williamson          | Odcinek: Reality Kills         |
| 2010          | Sposób użycia                        | Julia                    | Odcinek: Refusing to Budget    |
| 2011          | Castle                               | Eliza Winter             | Odcinek: Poof, You're Dead     |
| 2011–13, 2015 | Glee                                 | Sugar Motta              | Regularna rola                 |
| 2014          | Mixology                             | Kacey                    | Główna rola                    |
| 2015          | Resident Advisors                    | Marissa                  | Regularna rola                 |
| 2016          | Drugie życie                         | Alexa                    | Główna rola                    |
| 2016-17       | Lego Star Wars: Przygody Freemakerów | Kordi Freemaker          | Główna rola                    |
| 2019          | A Date By Christmas Eve              | Chelsea Simms            | Film telewizyjny (Lifetime)    |
| 2020          | Heart of the Holidays                | Sam                      | Film telewizyjny (Hallmark)    |
| 2021          | Turner & Hooch (TV)                  | Erica                    | Główna rola                    |
| 2022          | Christmas in Toyland                 | Charlie Sawyer           | Film telewizyjny (Hallmark)    |
| 2023          | True Lies                            | Quinn                    | Odcinek Independent Dependents |
| 2023          | Take Me Back for Christmas           | Renee                    | Film telewizyjny (Hallmark)    |